# Quasipartícula
En física, una quasipartícula és una entitat de tipus particular que és possible identificar en certs sistemes físics de partícules interaccionant. La quasipartícula pot considerar-se com una única partícula movent-se a través del sistema, envoltada per un núvol d'altres partícules que s'estan apartant del seu camí o arrossegades pel seu moviment, així que l'entitat sencera es mou a través d'alguna cosa com una partícula lliure. El concepte de quasipartícula és un dels més importants en la física de la matèria condensada, perquè és una de les poques formes de simplificar el problema dels molts cossos de mecànica quàntica, i és aplicable a un ampli rang de sistemes de molts cossos.
La idea de quasipartícules va ser ideada en la teoria dels líquids de Fermi de Landau, la qual va ser originalment inventada per estudiar l'heli-3 líquid.

## Tipus de quasipartícules
- Els fonons, modes vibratoris en una estructura cristal·lina.
- Els excitons, que són la superposició d'un electró i un forat.
- Els plasmons, conjunt d'excitacions coherents d'un plasma.
- Els polaritons són la barreja d'un fotó i una altra de les quasipartícules d'aquesta llista.
- Els polarons, que són quasipartícules carregades en moviment que estan envoltades de ions en un material.
- Els rotons són quasipartícules de l'heli-4 superfluid.
- Els magnons són excitacions coherents dels espins dels electrons en un material.
- Els holons (o 'carregons'), espinons i orbitons són 3 tipus de quasipartícules generades pels electrons en un sòlid quan pateixen un procés de separació espín-càrrega.